# Elith Reumert
Elith Reumert (9 de enero de 1855 - 24 de junio de 1934) fue un actor, escritor y traductor de nacionalidad danesa, casado con Athalia Flammé en 1882, y padre del actor Poul Reumert.

## Biografía
Nacido en Copenhague, Dinamarca, su nombre completo era Elith Poul Ponsaing Reumert. 
Reumert estudió entre 1876 y 1881 en el Teatro Real de Copenhague, formando parte después del Folketeatret de esa ciudad, en el cual obtuvo pronto un extenso repertorio. En 1890 regresó al Teatro Real, donde interpretó principalmente papeles cómicos, como en Jacob von Thyboe y  en la pieza de Ludvig Holberg Ulysses von Ithacia, actuando hasta el año 1912. 
También trabajó en Norteamérica y en Inglaterra como locutor, interpretando, entre otras piezas, cuentos de hadas de Hans Christian Andersen tanto en danés como en inglés, colaborando igualmente con la DR. 
Reumert también escribió y tradujo diferentes comedias, como una dramatización del libro de Henrik Scharling Ved nytaarstid i Nøddebo præstegaard (1862). Su obra Nøddebo præstegård se estrenó mundialmente en 1888 en el Folketeatret, interpretando Reumert el papel principal del joven y astuto Nicolai.
Además de su faceta teatral, Reumert actuó en tres producciones cinematográficas.
En 1914 publicó Minder om Louise Phister. También escribió En Race-slægt (1917), Et Livs Roman. Charlotte Oehlenschlæger (1918), Sophie Ørsted (1920), Olaf Poulsen (1923), H. C. Andersen og det Melchiorske Hjem (1924), Den danske Ballets Historie (1922), Mod Stjernerne (1915) y Den stærkeste Magt (1916). 
Elith Reumert falleció en Copenhague, Dinamarca, en 1934.